# Maliks nationalmuseum

Maliks nationalmuseum.

Maliks nationalmuseum (persiska: موزه ملی ملک) ligger i Irans huvudstad Teheran. Museet består av flera salar, ett bibliotek, ett läsrum och ett IT-center. Museet uppvisar guld- och silvermynt från akemenidernas tid till qajarernas tid, ull- och sidenmattor från qajarernas tid, antika bord och stolar, behållare för skrivdon, målningar från safavidernas tid fram till qajarernas tid, kalligrafier på olika material, frimärken och värdefulla böcker. Biblioteket hyser en av Irans största samlingar av värdefulla manuskript.

## Bilder

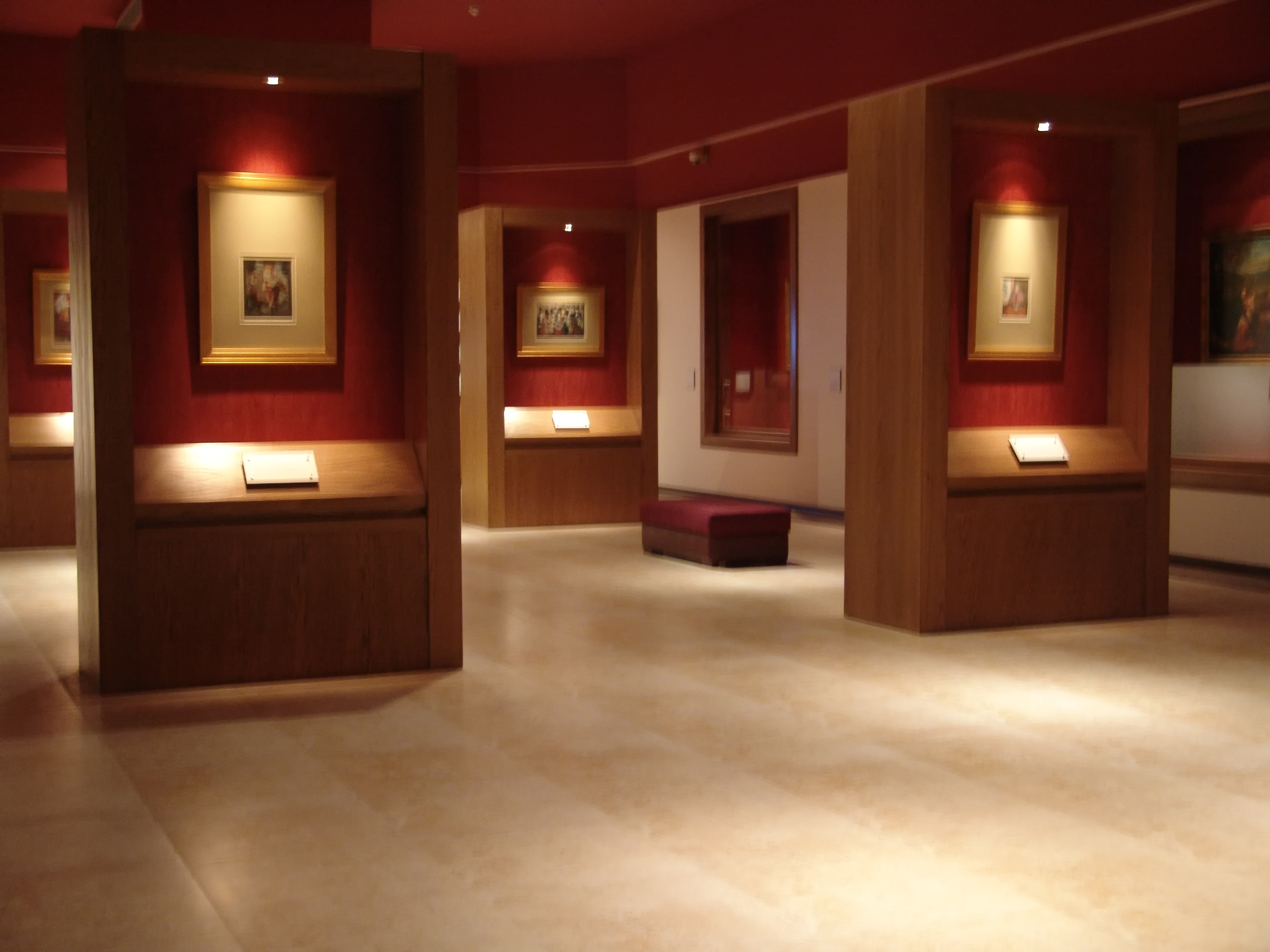
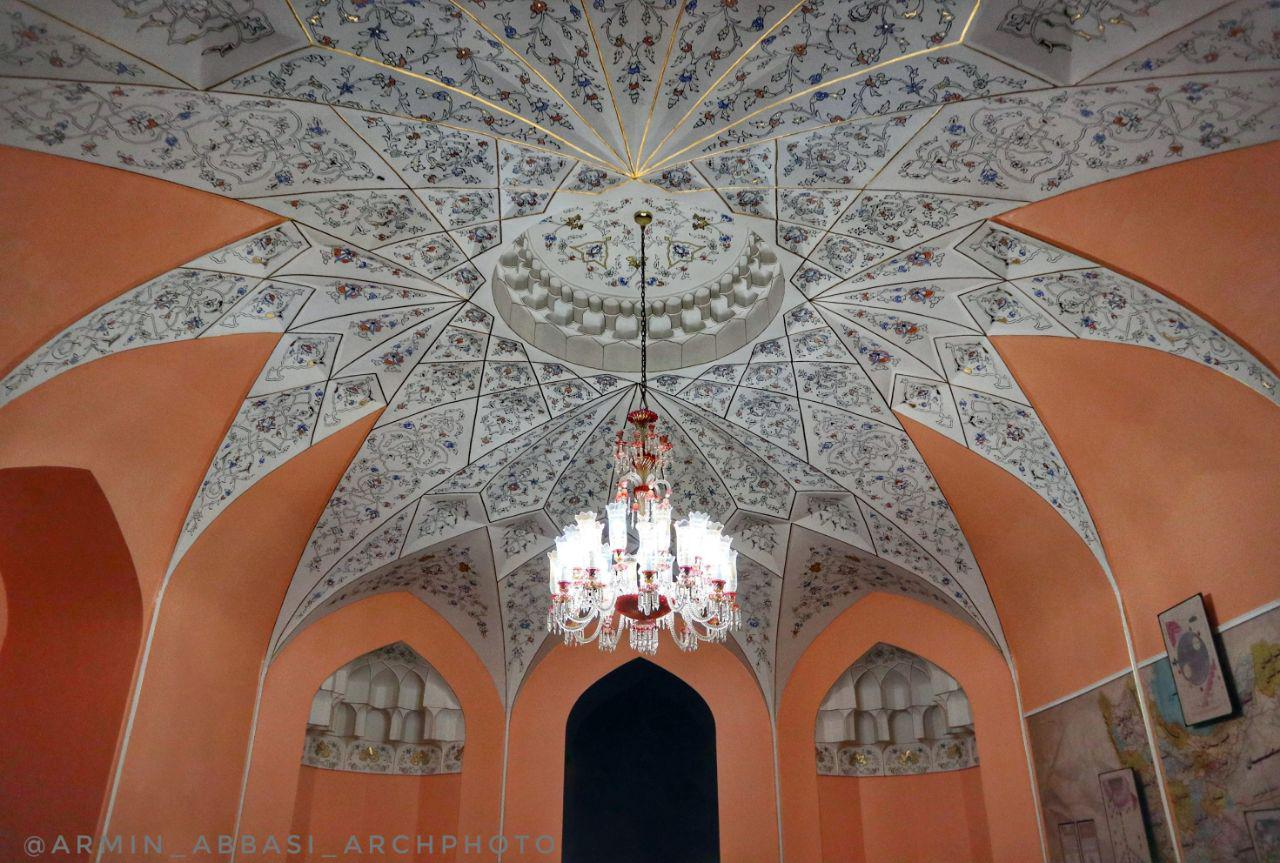
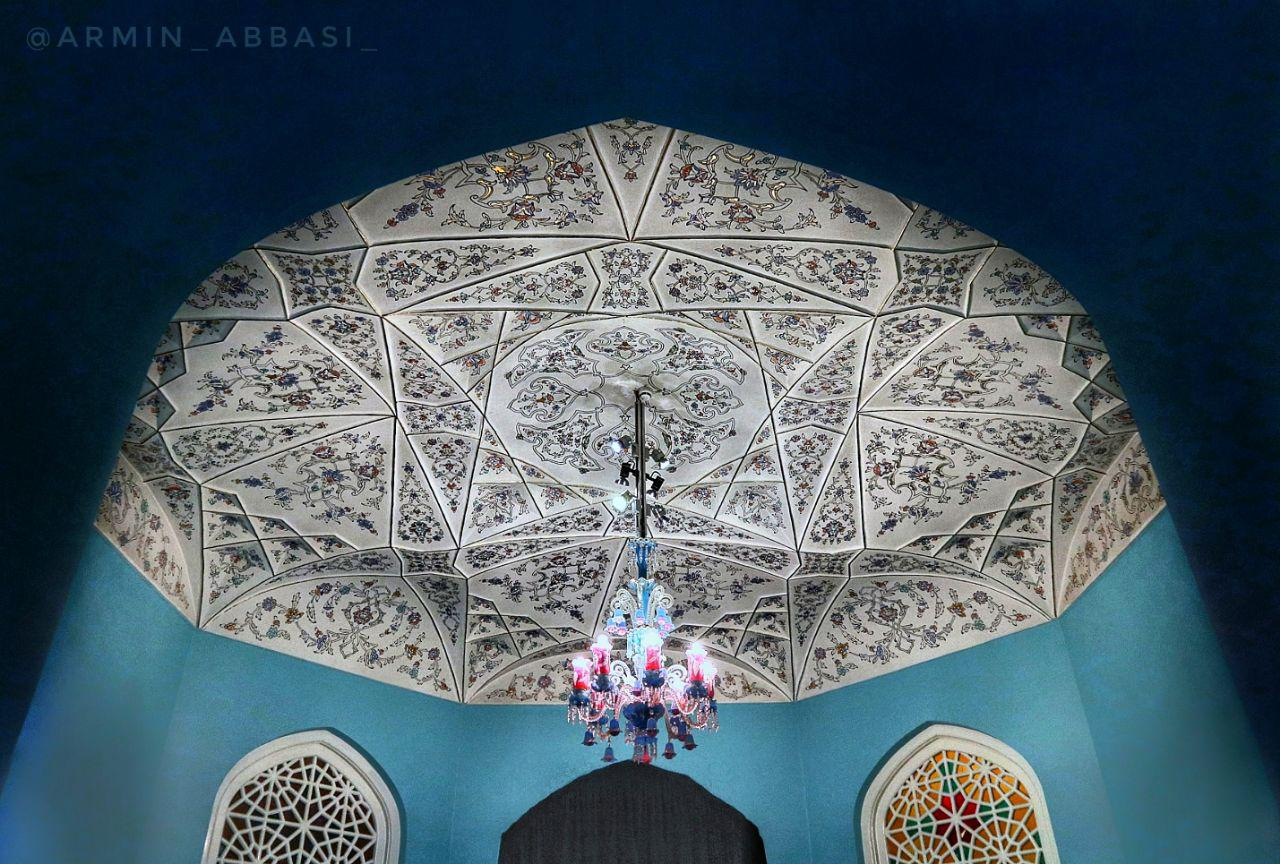